# Friedrich Hallwachs (Kreisrat)
 Friedrich Ludwig Hallwachs (* 1779; † 1836) war ein deutscher Landrat.

## Leben
Hallwachs war der Sohn des Amtmanns Georg Hallwachs (1751–1797) und dessen Ehefrau Maria Katharina geborene Wagner. Georg Hallwachs und Wilhelm Hallwachs waren seine Brüder. Er war verheiratet. Die Tochter Ottilie (1815–1892) heiratete den späteren bayerischen Bezirksdirektor Friedrich Kahl (1806–1891). Wilhelm Kahl ist ein Enkel.
Hallwachs war 1821 bis 1832 Landrat im 1821 neu geschaffenen Landratsbezirk Darmstadt. Nach der Auflösung der Landratsbezirke 1832 wurden Kreise geschaffen. Hallwachs verwaltete mit dem Titel eines Kreisrates den Bezirk Wimpfen, der formal zwar nun zum Kreis Heppenheim gehörte, faktisch aber aufgrund seiner exponierten Lage als Exklave weitgehend selbständig blieb.